# Shang Juncheng
Shang Juncheng (kinesisk: 商竣程, født 2. februar 2005 i Beijing, Kina) er en professionel tennisspiller fra Kina.